# Princess Superstar

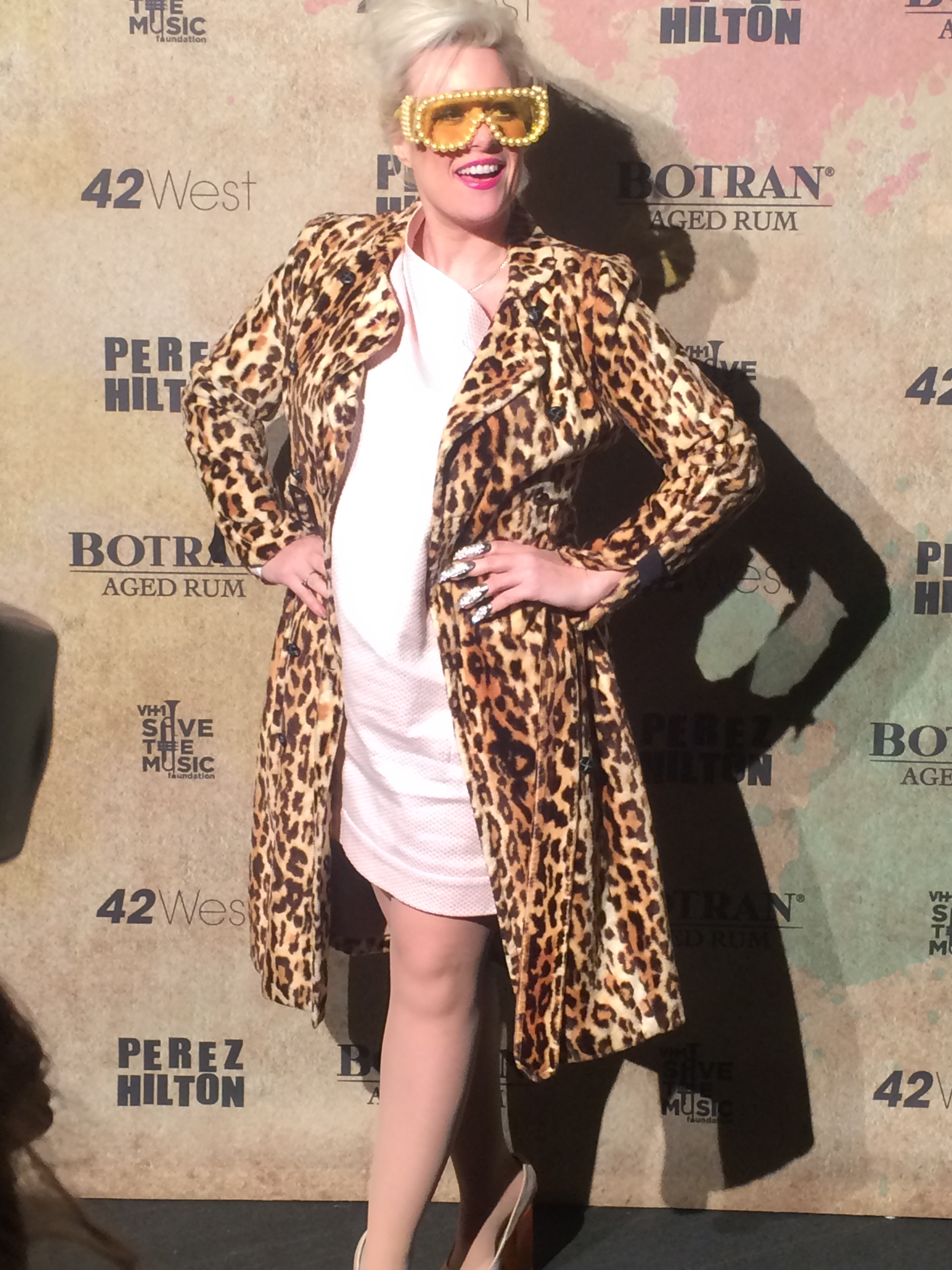
Princess Superstar (2014)

Concetta Suzanne Kirschner (* 25. Februar 1971), bekannt unter ihrem Künstlernamen Princess Superstar, ist eine US-amerikanische Rapperin.
Sie hat insgesamt neun Soloalben veröffentlicht sowie drei weitere Alben als DJ.

## Diskografie

### Alben
- 1996: Strictly Platinum (Corrupt Conglomerate)
- 1997: CEO (A Big Rich Major Label)
- 2000: Last of the Great 20th Century Composers (Corrupt Conglomerate)
- 2002: Princess Superstar Is (Studio !K7/Rapster)
- 2005: My Machine (Studio !K7)
- 2007: The Best of Princess Superstar (Studio !K7)
- 2007: The Best of Princess Superstar (Japan) (japanische Veröffentlichung, Studio !K7)
- 2007: Come Up To My Room: The Best of Princess Superstar (als Download, Studio !K7)

### EPs/Singles
- 1994: Mitch Better Get My Bunny (Kassette EP)
- 1999: Come Up to My Room/Love-Hate to Be a Player
- 1999: I Hope I Sell a Lot of Records at Christmastime
- 2002: Wet!Wet!Wet!/Keith N’ Me
- 2002: Bad Babysitter
- 2002: Keith N’ Me (feat. Kool Keith)
- 2002: F#ck Me On The Dancefloor (mit Disco D)
- 2003: Do It like a Robot
- 2003: Jam For The Ladies (vs. Moby)
- 2004: Girls/Memphis Bells (mit The Prodigy)
- 2005: Coochie Coo (EP)
- 2005: Perfect
- 2005: My Machine
- 2006: Perfect (Exceeder) (vs. Mason)
- 2007: Licky
- 2014: Miami (mit Niels van Gogh)

### Musikvideos
- 1996: Smooth
- 2002: Bad Babysitter
- 2002: Keith N’ Me
- 2003: Jam For The Ladies
- 2005: Perfect
- 2007: Perfect (Exceeder)
- 2014: Miami

### DJ-Alben
- 2002: Princess Is A DJ
- 2005: Now Is The Winter of our Discotheque
- 2005: Now Is The Winter of our Discotheque pt. 2